# Hsiung Feng I
Pour les articles homonymes, voir Hsiung.
Conçu par l'institut des sciences et de la technologie Chungshan, le Hsiung Feng I ou HF-1 (en chinois : 雄風一型, signifiant « vent courageux ») est un missile antinavire développé à Taïwan entre 1975 et 1978. Il est essentiellement un dérivé du missile israélien Gabriel Mk.II.
Il est actuellement déployé sur les moyens du littoral, en particulier les bâtiments lance-missiles de classe Hai Ou, ainsi que quelques installations à terre. En raison de performances dépassées par celles du Hsiung Feng II, sur les patrouilleurs de plus grandes dimensions et les batteries côtières, le HF-1 est en cours de déclassement dans l'armée taïwanaise (en même temps que les navires rapides de la classe Hai Ou).

## Utilisateur
- Taïwan : En cours de retrait du service.